# Manuel Sotomayor y Luna
Manuel Sotomayor y Luna Orejuela (Quito, 27 de noviembre de 1884-Guayaquil, 17 de octubre de 1949) fue un político ecuatoriano, ejerció como Vicepresidente del Ecuador desde el 1 de septiembre de 1948 hasta el 16 de octubre de 1949. 
Desde muy joven fue uno de los líderes del Partido Conservador Ecuatoriano. 
Fue en varias ocasiones diputado y senador por Pichincha, fue candidato presidencial por el Partido Conservador en las Elecciones presidenciales de Ecuador de 1932 obteniendo el segundo puesto. 
En 1932-1933 fue designado Embajador del Ecuador en Chile. 
Fue candidato vicepresidencial en las Elecciones presidenciales de Ecuador de 1948 en binomio con Manuel Elicio Flor, resultado electo, mientras que Galo Plaza Lasso triunfó en la presidencia. Ese mismo año se casó con la princesa María Cristina de Borbón-Dos Sicilias, hija de los príncipes Fernando de Borbón-Dos Sicilias y María de Baviera, aunque el matrimonio no tuvo descendencia y apenas duró un año.
Llegó a la vicepresidencia avanzado de edad y con una frágil salud, opositor al presidente, por lo que muchas veces encargó la presidencia del Congreso por motivos de salud, hasta que en octubre de 1949 falleció por una afección al corazón, siendo el único vicepresidente en morir en funciones. Su esposa que se había ido a vivir a Ecuador con él, no volvió a casarse y permaneció en el país, muriendo tras 36 años de viudez en 1985, ambos están enterrados en el Cementerio de San Diego en Quito.